# Ospedale pediatrico Meyer
L'ospedale pediatrico Meyer è un istituto di ricovero e cura a carattere scientifico di tipo pediatrico, situato a Firenze. Le sue finalità istituzionali sono il ricovero, la cura e il benessere dei bambini, la ricerca scientifica.
Si tratta di un'importante struttura ospedaliera di alta specializzazione integrata con i dipartimenti di Neuroscienze, Psicologia, Area del Farmaco e Salute del Bambino (NEUROFARBA), di Scienze della Salute (DDS) e di Scienze biomediche sperimentali e cliniche della Facoltà di medicina e chirurgia dell'Università degli Studi di Firenze. Il polo pediatrico è situato a villa Ognissanti, a ridosso delle colline di Careggi, in viale Pieraccini 24.
L'Azienda ospedaliero universitaria Meyer di Firenze, oltre ad essere una struttura di riferimento per Firenze e l'intera Toscana, è una tra le più dinamiche realtà pediatriche italiane e internazionali. L'ospedale fiorentino dispone di 226 posti letto multi-specialistici, di cui oltre 50 di day hospital, ed è dotato tra l'altro di rianimazione con posti letto per cure intensive e sub-intensive, tra cui: terapia intensiva neonatale, trauma center, centro ustioni, week hospital, oncoematologia, neurochirurgia, cardiochirurgia, diabetologia, malattie metaboliche.

## Storia
Quando fu fondato, nel 1884, si chiamava "ospedale pediatrico Anna Meyer" in ricordo della moglie del fondatore, il commendatore russo Giovanni Meyer, marchese di Montagliari, nato il 27 marzo del 1841 a San Pietroburgo e morto il 24 settembre 1916 in Villa Castelletti a Signa. Fu proprio in memoria della moglie statunitense Anna Fitzgerald Meyer, deceduta per leucemia il 13 dicembre 1883 all'età di 32 anni e che aveva espresso nelle sue ultime volontà la creazione di una struttura per bambini poveri convalescenti, che il marito fondò nel 1884 e inaugurò nel 1891 lo "spedalino" nell'attuale via Luca Giordano a Firenze.
L'ospedale, dalla sede di via Luca Giordano, la notte del 14 dicembre 2007 è stato trasferito nella nuova e moderna sede di viale Pieraccini, sulle colline di Careggi. Il nuovo ospedale è stato progettato secondo i criteri tecnologici più avanzati, con sensibilità ambientale e con la massima attenzione alle esigenze dei bambini e delle loro famiglie.

## Attività sanitarie
- Pronto Soccorso - Dipartimento emergenza e accettazione DEA
- Allergologia
- Ambulatorio Festivo
- Analisi Chimico - Cliniche
- Auxo - Endocrinologia
- Banca del latte umano
- Broncopneumologia
- Cardiologia
- Centro Cefalee
- Chirurgia
  - Ambulatorio
  - Degenze Chirurgiche
  - Chirurgia Neonatale
    - Ambulatorio Medico
    - Ambulatorio Infermieristico
- Clinica Pediatrica
- Cure e trattamento domiciliare
- Day Hospital
- Dermatologia
- Diabetologia
- Diagnosi Prenatale
- Dietetica Professionale
- Endoscopia Digestiva e Chirurgia Laparoscopica
- Epatologia
- Farmacia
- Centro per la Fibrosi Cistica
- Ambulatorio per il Follow-Up neonatale
- Gastroenterologia
- Genetica Medica
  - Malattie Metaboliche e Muscolari Ereditarie
- Immunologia
  - Immunopatologia Clinica
- Malattie Infettive
- Medicina dello Sport
- Medicina Neonatale e Pediatria Preventiva
- Nefrologia e Dialisi
- Neurochirurgia
- Neurofisiologia Clinica
- Neurogenetica
- Neurologia Pediatrica
- Neuropsichiatria Infantile
- Neutropenie Croniche Gravi
- Nutrizione
- Odontostomatologia Speciali
- Oftalmologia
- Ortopedia
- Otorinolaringoiatria
- Patologia Neonatale e Terapia Intensiva: Reparto di Degenza
- Degenza pediatrica Medica
- Psicologia
- Radiodiagnostica
- Reumatologia
- Riabilitazione Funzionale
- S.I.D.S.
- Terapia del Dolore e Cure Palliative
- Terapia Intensiva neonatale (Utin)
- Trapianto Emopoietico
- Trasfusione e Aferesi Terapeutica
- Trasporto Neonatale Protetto
- Trauma Center
- Ultrasonologia Neonatale
- Urologia
  - Ambulatorio di Urologia
- Ustioni
- Vaccinazioni in ambiente protetto

## La Fondazione Meyer
La Fondazione dell'ospedale pediatrico Anna Meyer O.N.L.U.S nasce nel 2000 come supporto all'attività di comunicazione, marketing e raccolta fondi per il Meyer, sostenendolo con azioni ad alto "valore aggiunto" che lo qualificano maggiormente sotto il profilo tecnico-scientifico e dell'accoglienza.
È retta da un consiglio d'amministrazione, il cui presidente è nominato dal direttore generale pro tempore dell'Azienda ospedaliero universitaria Meyer. I 9 membri del consiglio svolgono la loro opera gratuitamente. Gli altri organi della Fondazione sono il collegio dei sindaci revisori (3 membri) e il comitato dei garanti, con funzione di comitato etico (3 membri).
La Fondazione Meyer ha bilanci pubblici, disponibili in rete e certificati dalla società di revisione Reconta Ernst&Young. Tutta l'attività di raccolta fondi è totalmente destinata al sostegno dell'ospedale pediatrico Meyer, dei suoi progetti e delle sue priorità.

## Istruzione e formazione
Nell'ospedale hanno sede i dipartimenti dell'Università degli Studi di Firenze:
- Neuroscienze, psicologia, area del farmaco e salute del bambino
- Scienze della salute
- Scienze biomediche, sperimentali e cliniche